# Ahl Ramel
Ahl Ramel (en àrab أهل الرمل, Ahl ar-Raml; en amazic ⴰⵀⵍ ⵔⵎⴰⵍ) és una comuna rural de la província de Taroudant, a la regió de Souss-Massa, al Marroc. Segons el cens de 2014 tenia una població total de 8.132 persones.